# Окунев, Игорь Юрьевич
И́горь Ю́рьевич О́кунев (род. 24 октября 1986, Ленинград) — российский учёный в области политической географии, детский писатель. Директор Издательского дома МГИМО МИД России. Председатель исследовательского комитета по геополитике Международной ассоциации политической науки, вице-президент Ассоциации российских географов-обществоведов, член Национального комитета географов России при РАН и Русского географического общества. Кандидат политических наук, доцент.

## Ранние годы
Окунев Игорь родился 24 октября 1986 года в Ленинграде. Окончил английское отделение филологического факультета СПбГУ, магистратуру кафедры истории Манчестерского университета и аспирантуру кафедры сравнительной политологии МГИМО. В 2011 году получил учёную степень кандидата политических наук, защитив в МГИМО под руководством М. В. Ильина диссертацию на тему «Моделирование пространственных факторов развития микрогосударств и территорий Океании».

## Профессиональная деятельность
В 2012–2019 гг. — старший преподаватель, затем доцент кафедры сравнительной политологии МГИМО.
В 2012–2017 гг. — по совместительству заместитель декана по научной работе факультета политологии.
Также преподавал в СПбГУ, МГУ, НИУ ВШЭ и РАНХиГС. Был приглашённым преподавателем Университета Сент-Эдвардс (2017) и Университета Западной Виргинии (2018, 2019).
С 2019 года — ведущий научный сотрудник и директор Центра пространственного анализа международных отношений Института международных исследований МГИМО.
Помимо этого, является председателем исследовательского комитета по геополитике Международной ассоциации политических наук, вице-президентом Ассоциации российских географов-обществоведов, членом Национального комитета географов России при отделении Наук о Земле РАН. Входит в состав Русского географического общества. Владеет английским, французским и хинди языками.
Окунев автор федерального вузовского учебника по политической географии, переведенного на несколько иностранных языков, четырёх индивидуальных монографий и более 150 публикаций по вопросам политической и электоральной географии, критической геополитики, пространственного анализа в международных отношениях, столицеведения и российского федерализма в ведущих российских и зарубежных научных изданиях.

## Литературное творчество
Учебник Окунева «Политическая география» был переведён на несколько иностранных языков. Он получил высокую оценку в профессиональном сообществе и был выбран в качестве основной литературы для изучения дисциплины в ряде ведущих вузов России и ближнего зарубежья. В 2021 году «Политическая география» была опубликована на английском языке в издательстве «Peter Lang» в Брюсселе. Книга также переведена на польский язык издательством Польского геополитического общества в Кракове, а в начале 2023 года вышла на монгольском языке.
В 2020 году Окунев написал детскую книгу «Моя первая книжка по географии. История кругосветного путешествия плюшевых игрушек по их квартире». В 2022 году вышло её продолжение «Великие географические открытия плюшевых игрушек».

## Награды
- Победитель конкурса молодых журналистов-международников Российского совета по международным делам 2014 года[10];
- Победитель конкурса исследователей-международников Российской ассоциации международных исследований 2017 года;
- Лауреат Национальной премии Российской ассоциации политических консультантов «Выбор» за лучшую книгу года по политическому консультированию и/или избирательным технологиям 2019 года;
- Лауреат премии МГИМО МИД России им. И.Г. Тюлина 2020 года.

## Основные публикации
Научные:
- Окунев И.Ю. Политическая география — М.: Аспект Пpecc, 2019. — 512 с.
- Okunev І. Political Geography — Bruxelles: Peter Lang, 2021. — 474 р.
- Окунев И.Ю. Столицы в зеркале критической геополитики — М.: Аспект Пpecc, 2017. — 208 с.
- Окунев И.Ю. Основы пространственного анализа — М.: Аспект Пpecc, 2020. — 255 с.
- Окунев И.Ю. Электоральная география — М.: Аспект Пpecc, 2023. — 312 с.
- Okunev І. Electoral Geography — Bruxelles: Peter Lang, 2024. — 468 р.

Литература для детей:
- Окунев И.Ю. Моя первая книжка по географии. История кругосветного путешествия плюшевых игрушек по их квартире — М.: Альпина Паблишер, 2021. — 48 с.
- Окунев И.Ю. Великие географические открытия плюшевых игрушек — М.: Альпина Паблишер, 2022. — 32 с.